# Wen xin diao long
Wen Xin Diao Long. (chino tradicional:  文心雕龍  chino simplificado 文心雕龙 pinyin wén xīn diāo lóng) es la primera obra de teoría literaria en China. 
Su autor es Liu Xie (劉勰)
Se editó durante el Período de las Dinastías del Sur y del Norte en el segundo año del mandato de He, emperador de Qi, que se corresponde con el 501-502 del calendario occidental. 
Esta obra se divide en dos partes de las cuales cada una tiene 25 capítulos que incluyen teorías sobre el estilo, la creación, retórica y teoría literaria general.
- Datos: Q50682822